# Списак епизода серије Лолирок
Лолирок је француска анимирана телевизијска серија у продукцији Banijay Kids & Family. Направио га је Жан Луи-Вандесток, а написала Медалајн Пексон. Први пут је емитован у Француској 18. октобра 2014. на France 3, а проширио се и на телевизијске канале у Европи. Такође је лиценциран широм света, а енглеска синхронизација је објављена на Netflix-у 1. маја 2016. године. Произвођачи Лолирок-а су објавили четири епизоде друге сезоне на YouTube у децембру 2016. године. Netflix је 5. јануара 2017. објавио енглеску синхронизацију епизоде 2. сезоне. Друга сезона је емитована на France 4 у фебруару са две епизоде радним даном. Након шест година отказивања на врхунцу, потврђена је трећа сезона.

## Преглед серије
| Сезоне | Сезоне | Епизоде | Оригинално емитовање | Оригинално емитовање | Српско емитовање  | Српско емитовање |
| Сезоне | Сезоне | Епизоде | Почетак емитовања    | Крај емитовања       | Почетак емитовања | Крај емитовања   |
| ------ | ------ | ------- | -------------------- | -------------------- | ----------------- | ---------------- |
|        | 1      | 26      | 18. октобар 2014.    | 29. април 2016.      | 2. април 2019.    | 18. април 2019.  |
|        | 2      | 26      | 13. фебруар 2017.    | 2. март 2017.        | н. п.             | н. п.            |

## Епизоде

### 1. сезона (2014-2016)
Већина епизода је самостална и могу се гледати било којим редоследом, осим одређених епизода које би одговарале напредовању: „У потрази са принцезом“ (1. епизода), „Ксерис“ (6. епизода), „Шанила изненађења“ (Еп. 19) и последње две епизоде (Еп. 25 и 26). Процењено је да је време између епизода у причи од неколико дана до једне или две недеље. Пета епизода „Певај за мене“ првобитно је емитована као друга епизода, а гледаоци су изразили забринутост да је Ирис пребрзо научила своју магију након прве епизоде.
Све епизоде режирао је Жан Луи-Вандесток, осим ако нису забележене. 13 епизода емитовано је у периоду 2014–15. На France 3, а 13 нових епизода 2016. на France 4.
| Бр. еп. (укупно) | Бр. еп. (у сезони) | Наслов                                           | Сценариста      | Премијера          | Прод. код |
| --- | ------------------ | ------------------------------------------------ | --------------- | ------------------ | --------- |
| 1 | 1                  | У потрази са принцезом L'audition                | Медалајн Пексон | 18. октобар 2014.  | 101       |
| Ирис је обична тинејџерка, али када пева, догађају се необичне ствари. Након што је изгубила низ послова чувања деце, одлучује се на аудицију за нови женски бенд под називом Лолирок. Али када пева пред судијама Талијом и Оријаном, она узрокује одлетање седишта у гледалишту. Она бежи, али је прогањају Праксина и Мефисто, двоје људи из другог света који желе да је ухвате. Талија и Оријана спашавају Ирис и кажу јој да је заиста принцеза из света Ефедије и да има магичне моћи. Када Праксина и Мефисто затворе Ирисину тетку Елен и друге, Ирис искориштава њену моћ да се придружи Талији и Ориани да победе њих двоје. |                    |                                                  |                 |                    |           |
| 2 | 2                  | Моћ свећа Le mystère des fleurs                  | Медалајн Пексон | 1. новембар 2014.  | 102       |
| Ирис и њени школски другови учествују у такмичењу у цвећарима, али када цвеће такмичара почне да нестаје, Ирис сумња да иза отмице стоји њен властити цвет Росие. Међутим, убрзо откривају да је велико створење налик на кртице узимало биљке, па је чак и украло Ирисов привезак. Ирис и две девојке суочавају се са бићем, као и Праксина и Мефисто. |                    |                                                  |                 |                    |           |
| 3 | 3                  | Буди моја Coup de foudre                         | Медалајн Пексон | 15. новембар 2014. | 103       |
| Спашавајући дечака из контејнера који падају, Ирис и момак се изненада заљубљују једно у друго. Ирисина заљубљеност омета њену магичну обуку девојчице, а дечакова права девојка је сломљена срца. Талија и Оријана откривају да је иза хаоса још једно магично створење које испаљује стреле налик Купидону. |                    |                                                  |                 |                    |           |
| 4 | 4                  | Рођендан La prémonition                          | Медалајн Пексон | 10. јануар 2015.   | 104       |
| Док тета Елен занемарује свој 50. рођендан, Ирис се надахњује да прослави рођендан, приређујући забаву изненађења са Талијом и Оријаном који помажу у украшавању. Ирис добија мистериозну музичку кутију од обожаватеља који јој даје сан о томе како је спасила дечака са полице која пада у продавници. Кад се оствари, пита се да ли има моћ да предвиди будућност, али то је заправо трик Праксине и Мефиста. Намамљују Ирис у кућу сањајући јој да може да упозна родитеље. |                    |                                                  |                 |                    |           |
| 5 | 5                  | Певај за мене Une voix magique                   | Еди Гузелијан   | 31. јануар 2015.   | 105       |
| Лолирок и хорска група планирају да наступе на добротворном концерту, али током проба Ирис и девојке из хора губе свој певачки глас. Талиа и Оријана се придружују Ирис у покушају да поврате своје гласове, иако без певања Ирис има мање снаге. |                    |                                                  |                 |                    |           |
| 6 | 6                  | Ксерис Xéris                                     | Медалајн Пексон | 29. новембар 2014. | 106       |
| Док се бори против Праксине и Мефиста, Талија користи посебан медаљон који покреће велики талас експлозије да их победи. Праксина и Мефисто проналазе медаљон, али када га покажу Грамору, овај им наређује да га униште. Ирис и Оријана су узбуђене због Талијеве моћи, али Талија не жели да подели о чему се ради, јер је медаљон припадао њеној старијој сестри Изири. Она говори о историји своје породице о томе како је Изира била одговорна и како је једног дана када је Талија отишла на фестивал, њен дом нападнут и уништен, а њена породица нестала. Ирис и девојке се супротстављају Праксини и Мефисту да покушају да врате медаљон, али Праксина га уништава, остављајући Талију уништену. Међутим, након тога, Амару је пронашла комадић медаљона и девојке могу да га пронађу до Изире и открију да је још увек жива.                                                                                      |                    |                                                  |                 |                    |           |
| 7 | 7                  | Сирене Le trésor de l'épave                      | Лаура Маккреи   | 22. новембар 2014. | 107       |
| Током догађаја на крстарењу, Ирисин привезак се гаси. Девојке бацају магију откривања која води до нечега испод брода. Спашавају момка који се заглавио испод камена када је покушавао да извуче драгуље свог деде са потонулог брода. После тога могу да пронађу потопљени брод, али Праксина и Мефисто призивају морског змаја да нападне Ирис, док они иду за Талијом и Оријаном. После извесне борбе, Оријана дозива оближњег беба кита, а његова мајка победи змаја. Подижу брод и враћају драгуље момку и његовом деди. |                    |                                                  |                 |                    |           |
| 8 | 8                  | Талија и Кајл то су срца два Amour double        | Ронда Смајли    | 8. новембар 2014.  | 108       |
| Згодан дечак по имену Каил занима се за Талију, али она одбија да се забавља с њим, упркос његовој истрајности. Али када Каил дарује Талију, Талиа одједном почиње да га занима. Ирис и Оријана сумњају да Праксина и Мефисто имају неку улогу у томе и на крају откривају да постоји чудовиште које се представља као прави Каил. |                    |                                                  |                 |                    |           |
| 9 | 9                  | Обећање је обећање Promis juré !                 | Ронда Смајли    | 25. октобар 2014.  | 109       |
| Оријана је недавно луда за дечацима, па је остале девојке покушавају натерати да свој посао схвати озбиљно. Оријана пада на дечака који је радио у оближњем музеју на изложби диносауруса. Дечак их позива у музеј, током којег се Ирисин привезак гаси и сумњају да се у једном од изложених драгуља налази Оракле Џем. Девојке морају надмудрити чувара. У међувремену, Праксина и Мефисто чине да изложба костију диносауруса оживи. |                    |                                                  |                 |                    |           |
| 10 | 10                 | Срећна звезда Une vie de star                    | Шеј Фонтана     | 15. април 2016.    | 110       |
| Лолирок присуствује забави за дечију звезду по имену Лили Бовман, али Лили нема правих пријатеља откако ради на свом славном животу. Девојке покушавају да помогну Лили да изађе, али Праксина и Мефисто трансформишу фото-кабину у чудовиште које изазива сан. |                    |                                                  |                 |                    |           |
| 11 | 11                 | Приђи Sous une bonne étoile                      | Елиз Ален       | 13. април 2016.    | 111       |
| Девојке Лолирок излазе са трио девојчица из сиротишта. Праксина и Мефисто претварају се да су оператери карневалских игара, дајући девојчицама награде за играчке. Девојке Лолирок откривају да су сирочад помало себична када је реч о начину на који су поделили собу и размишљају како да им помогну да буду пријатељи. Али ноћу играчке оживљавају и нападају девојке Лолирок и хватају троје сирочади. |                    |                                                  |                 |                    |           |
| 12 | 12                 | Лажне успомене Mémoire trouble                   | Ани Мари Перота | 26. април 2016.    | 112       |
| Ирис има проблема са памћењем стихова њихове најновије песме, па друге девојке покушавају да јој уклоне сметње. Међутим, Праксина и Мефисто испирају мозак Ирис мислећи да су јој најбољи пријатељи и да су Оријана и Талија љубоморни непријатељи. Ирис верује близанцима и спрема се да помогне чаролијом да допре до Грамора, али Оријана и Талија покушавају да је зауставе. Песму користе као окидач за враћање Ирис у нормалу. |                    |                                                  |                 |                    |           |
| 13 | 13                 | Бети Peur du noir                                | Ронда Смајли    | 6. децембар 2014.  | 113       |
| Ирис спашава научника који је истраживао пећину која би могла садржати руду која би помогла чистом енергијом. Праксина и Мефисто сазивају џиновског чудовишног слепог миша да нападне Ирис и покуша да затражи руду за појачавање енергије за Грамор. |                    |                                                  |                 |                    |           |
| 14 | 14                 | Замкови у песку Les pieds dans le sable          | Еди Гузелијан   | 21. април 2016.    | 114       |
| У припреми за догађај на плажи, девојке Лолирок волонтирају да очисте плажу. Када Мефисто посматра Ирис потајно користећи вихор како би помогао детету које је узимало смеће, он прави вихор већих размера да нападне догађај и ухвати Натанијела. Девојке морају спасити Натанијела док се одбијају од упита знатижељног блога Дака. |                    |                                                  |                 |                    |           |
| 15 | 15                 | Шавови Cousu de fil noir                         | Кетрин Лиувен   | 14. април 2016.    | 115       |
| Оријана пада на амбициозног модног дизајнера и израђује своју одећу уз малу помоћ своје чаролије у припреми за модну ревију. Када камиону који превози дизајнерску одећу прети опасност да падне с моста, девојке прискачу у помоћ, али Праксина и Мефисто користе дистракцију да ухвате Оријанину одећу и искористе њене магичне моћи. |                    |                                                  |                 |                    |           |
| 16 | 16                 | Принцезе на камповању Une nuit à la belle étoile | Ани Мари Перота | 13. новембар 2014. | 116       |
| Девојке раде као саветнице у извиђачком кампу. Једна од девојака се плаши да буде напољу ноћу, али то мора да уради због своје заслуге, тако да се девојке сложе да остану с њом. Праксина и Мефисто очаравају тотемски стуб како би створили три чудовишта у сенци: орао, вук и медвед. |                    |                                                  |                 |                    |           |
| 17 | 17                 | Хеви метал Guitare en solo                       | Медалајн Пексон | 3. јануар 2015.    | 117       |
| На музичком концерту, Ирис охрабрује свог школског друга Зака Брадиа да наступа са родитељима који то гледају, али када изађе на сцену, његова гитара мистериозно одлети. Одлећу и инструменти других извођача. Девојке сумњају да је то дело близанаца, али када се суоче са њима, чудовиште из близаначких бендова може да откаже све њихове нападе. Ирис мора да одлучи да ли ће победити чудовиште по цену уништења инструмената. |                    |                                                  |                 |                    |           |
| 18 | 18                 | Легенде језера агнис La légende du lac Yness     | Ронда Смајли    | 18. април 2016.    | 118       |
| Када девојке проведу дан на језеру, Оријана упозна момка и његовог брата који планирају да крену у риболов. Млађи брат се нада да ће видети Агнис, надимком Аги, мистериозно језерско биће, а Оријана је узбуђена што ће је потражити. Али када неко створење налети на њихов чамац, девојке сумњају да је то дело близанаца. |                    |                                                  |                 |                    |           |
| 19 | 19                 | Шанила изненађење Shanila                        | Медалајн Пексон | 17. јануар 2015.   | 119       |
| Ирис једног дана открије да јој је коса постала кратка. Талија и Оријана објашњавају да је то зато што она пролази кроз Шанилу, фазу пунолетства у ефедијанском животу у којој је достигла нови ниво моћи. Међутим, док не достигне следећи ниво својих способности, њена магија је слаба. Да би наставила да тренира, Ирис одбија путовање у тобоган са Натанијелом, мада Оријана добровољно иде. Праксина и Мефисто праве проблеме у парку како би намамили ослабљену Ирис |                    |                                                  |                 |                    |           |
| 20 | 20                 | Лутриоманија Tombola Mania                       | Ронда Смајли    | 22. април 2016.    | 120       |
| Девојке Лолирок купују томболе да би подржале прикупљање средстава за девојке, али њене преостале томболе су касније украдене. Они сумњају да иза тога стоје Праксина и Мефисто, али када се пођу суочити с њима, виде да се само свађају и не брину, што наводи девојке да верују да неко други стоји иза тога. То се потврђује када их нападну браћа близанци који толико вешто бацају магију, чак завршавају реченице једни другима. |                    |                                                  |                 |                    |           |
| 21 | 21                 | Луди плес Une Soirée Magique                     | Елиз Ален       | 25. април 2016.    | 121       |
| Девојке Лолирок ретко су у посетили од Моргане, моћне ефедске чаробнице која се повуче само једном у десет година. Моргана планира да девојчице научи снажној чаролији, али Ирис је омете дешавањима у плесу Ноћи вештица у којем има прилику да плеше са Натанијелом. Праксина и Мефисто покушавају да ухвате Ирис, али уместо тога зграбе Миси, која је носила сличан пиратски костим као Ирис. Близанци тада ухвате Ирис када спаси Миси. Иако близанци намамљују Моргану, она је у стању да се мало бори, а девојке Лолирок су у стању да науче чаролију да победе близанце и њихово чудовиште. |                    |                                                  |                 |                    |           |
| 22 | 22                 | Уклета кућа La maison des ombres                 | Ронда Смајли    | 20. април 2016.    | 122       |
| Ирис помаже Ели, девојци која се доселила у комшилук. Ела је забринута да јој је кућа уклет јер изгледа истрошено. Талија открива да може да види духове, па она и Оријана из фенова направе уређај који наводно открива духове како би показао Ели да кућа заправо није уклета. Али Праксина и Мефисто праве девојку и плаше је. |                    |                                                  |                 |                    |           |
| 23 | 23                 | Гриморијум Grimoire à vendre                     | Мирит Колад     | 19. април 2016.    | 123       |
| Тета Елен дарује гомилу својих старих књига за продају књига, али Талијана посебна књига урока се помешала. Праксина и Мефисто уграбе књигу и призову чудовиште налик горили. |                    |                                                  |                 |                    |           |
| 24 | 24                 | Паметни телефон La Menace Mobile                 | Еди Гузелијан   | 27. април 2016.    | 124       |
| Када Дак ухвати девојке Лолирок како раде магију, покушавају то да отпишу као специјалне ефекте. Имају Доуга да их прати цео дан, тако да може да блогира о њиховом животу типичних нормалних тинејџерки. Када Праксина и Мефисто открију да Дак носи паметни телефон како би све пријавио, ухвате га и претворе телефон у чудовиште које зна личности и борбене тенденције девојчица Лолирок. Ирис и девојке на крају побеђују чудовиште збуњујући га претварајући се да се понашају једна као друга уместо свог стварног ја. |                    |                                                  |                 |                    |           |
| 25 | 25                 | Код куће, 1 део Éphédia (première partie)        | Медалајн Пексон | 28. април 2016.    | 125       |
| Након свог првог телевизијског концерта, Лолирок девојке размишљају о својој све већој слави. Али метеор иде ка Земљи и девојке се труде да га зауставе. Фрагменти метеора се претварају у жице које их хватају. Праксина и Мефисто испоручују принцезе Грамору, који је Талију и Оријану превезао у затворску тврђаву Крозак, али на путу две девојке у огртачима побеђују чуваре и заробљавају Талију и Оријану. Грамор нуди Ирис њен редован живот, као и њене родитеље ако му да круну. Када она одбије, Грамор наређује близанцима да призову велико чудовиште које све у Суни Баиу обавија у тамне кристале, а Ирис је бачена у затворску ћелију. Талија и Оријана се ослобађају својих нових отмичара. Ирис упознаје Лева, другог затвореника, и они беже из ћелија. Талија и Оријана откривају да су њихови отмичари заправо Лина и Кариса, помоћнице вође отпора, која открива да је Талијина старија сестра Изира. |                    |                                                  |                 |                    |           |
| 26 | 26                 | Код куће, 2 део Éphédia (deuxième partie)        | Медалајн Пексон | 29. април 2016.    | 126       |
| Ирис и Лев беже и избегавају чуваре, али прво морају да покупе круну. Међутим, када Ирис преузме круну, Грамор је зароби. Изира каже да су је ослободиле Лина и Кариса и да је формирала отпор. Грамор наставља да врши притисак на Ирис да преда круну, претећи да ће све на Земљи обложити кристалом док Ирис коначно не одустане. Али када Ирис настави да рецитује речи које ће ослободити круну, стиже отпор и побеђује стражаре. Ирис добија свој привезак назад и трансформише се. Али пре него што успеју да преузму предност над Грамором, схватају да круна још увек има још драгуља за набавку и враћају се на Земљу да победе чудовиште. Након тога, круна је поново затворена, а Лина и Кариса се придружују девојкама на Земљи док Изира наставља да предводи напоре отпора. Док Лолирок наступа, Лев гледа забављено.                                                                                         |                    |                                                  |                 |                    |           |

### 2. сезона (2017)
Продукцијски тим Лолирок-а објавио је четири епизоде сезоне 2 на YouTube-у на француском језику као посебан божићни преглед. Енглеска верзија епизода објављена је на Netflix-у 5. јануара 2017. Епизоде су емитоване у програму Франце 4 почев од 13. фебруара, са две епизоде радним даном.
| Бр. еп. (укупно) | Бр. еп. (у сезони) | Наслов на енглеском Наслов на француском                    | Сценариста                                | Оригинални датум изласка                                   | Прод. код |
| ---------------- | ------------------ | ----------------------------------------------------------- | ----------------------------------------- | ---------------------------------------------------------- | --------- |
| 27               | 1                  | Musical Magical Tour Une tournée magique                    | Медалајн Пексон                           | 17. децембар 2016. (Француски преглед) 13. фебруар 2017 () | 2.01      |
| 28               | 2                  | If You Can’t Beat 'Em... La bonne action                    | Елиз Ален                                 | 21. децембар 2016. (Француски преглед) 13. фебруар 2017 () | 2.02      |
| 29               | 3                  | Puppylove Mordu D'Amour                                     | Ронда Смајли и Џејмс Херет                | 24. децембар 2016. (Француски преглед) 14. фебруар 2017 () | 2.03      |
| 30               | 4                  | Super Cute Kitten Un chat trop chou ?                       | Мирит Колао                               | 28. децембар 2016. (Француски преглед) 14. фебруар 2017 () | 2.04      |
| 31               | 5                  | Wicked Red Loli-Rousse                                      | Лаура Маккреи                             | 5. јануар 2017. (Издање -а) 15. фебруар 2017 ()            | 2.05      |
| 32               | 6                  | Blurred Vision Un message troublant                         | Ронда Смајли и Џејмс Херет                | 5. јануар 2017. (Издање -а) 15. фебруар 2017 ()            | 2.06      |
| 33               | 7                  | Princess Brenda, Part I Recherche d'Identité (1ère partie)  | Медалајн Пексон                           | 5. јануар 2017. (Издање -а) 16. фебруар 2017 ()            | 2.07      |
| 34               | 8                  | Princess Brenda, Part II Recherche d'Identité (2ème partie) | Еди Гузелијан                             | 5. јануар 2017. (Издање -а) 16. фебруар 2017 ()            | 2.08      |
| 35               | 9                  | Cute as a Doll Une poupée singulière                        | Ронда Смајли и Џејмс Херет                | 5. јануар 2017. (Издање -а) 17. фебруар 2017 ()            | 2.09      |
| 36               | 10                 | Amaru-niverse Multi-Amaru                                   | Елиз Ален и Медалајн Пексон               | 5. јануар 2017. (Издање -а) 17. фебруар 2017 ()            | 2.10      |
| 37               | 11                 | Rex Rex 2.0                                                 | Лаура Маккреи                             | 5. јануар 2017. (Издање -а) 20. фебруар 2017 ()            | 2.11      |
| 38               | 12                 | Lost in the Shadows Dans l'ombre d'une star                 | Ронда Смајли и Џејмс Херет                | 5. јануар 2017. (Издање -а) 20. фебруар 2017 ()            | 2.12      |
| 39               | 13                 | I Want My LTV Silence on tourne…                            | Робин Стајнберг и Данијел Брајан Френклин | 5. јануар 2017. (Издање -а) 21. фебруар 2017 ()            | 2.13      |
| 40               | 14                 | Desert Heat Un artiste bien connu                           | Робин Стајнберг и Данијел Брајан Френклин | 5. јануар 2017. (Издање -а) 21. фебруар 2017 ()            | 2.14      |
| 41               | 15                 | The Ruby of the Orient Le rubis de L'Orient                 | Робин Стајнберг и Данијел Брајан Френклин | 5. јануар 2017. (Издање -а) 22. фебруар 2017 ()            | 2.15      |
| 42               | 16                 | Loli-Lime Sublime Le Loli-Smoothie                          | Робин Стајнберг и Данијел Брајан Френклин | 5. јануар 2017. (Издање -а) 22. фебруар 2017 ()            | 2.16      |
| 43               | 17                 | Truth Be Told Ellira                                        | Робин Стајнберг и Данијел Брајан Френклин | 5. јануар 2017. (Издање -а) 23. фебруар 2017 ()            | 2.17      |
| 44               | 18                 | Dancing Shoes Un cours de danse particulier                 | Робин Стајнберг и Данијел Брајан Френклин | 5. јануар 2017. (Издање -а) 23. фебруар 2017 ()            | 2.18      |
| 45               | 19                 | Amateur Hour La baguette ensorcelée                         | Робин Стајнберг и Данијел Брајан Френклин | 5. јануар 2017. (Издање -а) 24. фебруар 2017 ()            | 2.19      |
| 46               | 20                 | Strawberry Fields for Never La cueillette de cristal noir   | Робин Стајнберг и Данијел Брајан Френклин | 5. јануар 2017. (Издање -а) 24. фебруар 2017 ()            | 2.20      |
| 47               | 21                 | Stop in the Name of Lev, Part I La trahison (1ère partie)   | Медалајн Пексон                           | 5. јануар 2017. (Издање -а) 2 Март 2017 ()                 | 2.21      |
| 48               | 22                 | Stop in the Name of Lev, Part II La trahison (2ème partie)  | Медалајн Пексон                           | 5. јануар 2017. (Издање -а) 2 Март 2017 ()                 | 2.22      |
| 49               | 23                 | Statue Game Le jeu des statues                              | Робин Стајнберг и Данијел Брајан Френклин | 5. јануар 2017. (Издање -а) 1 Март 2017 ()                 | 2.23      |
| 50               | 24                 | Forget You! Tombée dans l'oubli                             | Робин Стајнберг и Данијел Брајан Френклин | 5. јануар 2017. (Издање -а) 27. фебруар 2017 ()            | 2.24      |
| 51               | 25                 | Crowning Glory, Part I L'heure de gloire (1ère partie)      | Робин Стајнберг и Данијел Брајан Френклин | 5. јануар 2017. (Издање -а) 28. фебруар 2017 ()            | 2.25      |
| 52               | 26                 | Crowning Glory, Part II L'heure de gloire (2ème partie)     | Робин Стајнберг и Данијел Брајан Френклин | 5. јануар 2017. (Издање -а) 28 Февруар 2017 ()             | 2.26      |